# Raad van Walla Walla

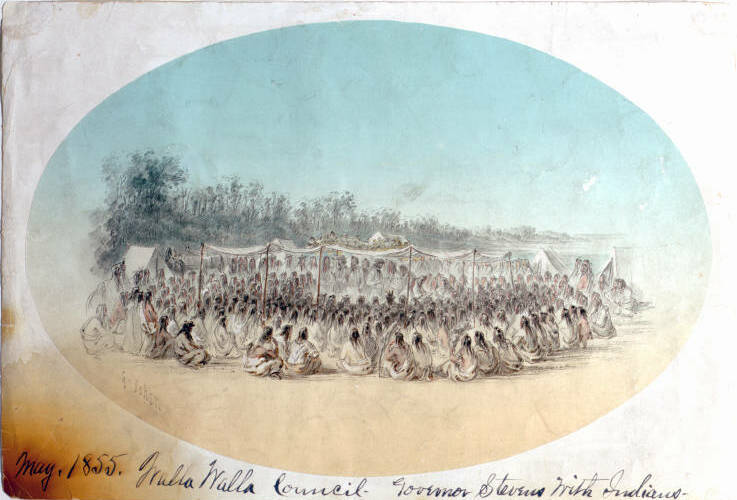
De Raad van Walla Walla

De Raad van Walla Walla was een bijeenkomst tussen de Verenigde Staten en de inheemse volkeren van het Pacific Northwest. Tot de volkeren die aan het overleg deelnamen behoorden de Cayuse, Nez Percé, Umatilla, Walla Walla en Yakama. De bijeenkomst vond tussen 29 mei en 12 juni 1855 aan de noordelijke oever van de Mill Creek, wat tegenwoordig in de plaats Walla Walla ligt. Duizenden indianen waren bijeen gekomen voor het overleg met de eerste gouverneur van Washington, Isaac I. Stevens. In totaal werden er drie afzonderlijke verdragen gesloten waarbij de volkeren hun reservaten kregen toegewezen.